# Wolfram Ortner
Wolfram Ortner (* 10. März 1960 in Bad Kleinkirchheim) ist ein ehemaliger österreichischer Skirennläufer. Seine größten Erfolge erzielte er im Slalom, Riesenslalom und in der Kombination. Im Slalom und Riesenslalom gewann er um die Wende der 1980er Jahre zahlreiche Europacup- und FIS-Rennen, war jahrelang in der ersten Startgruppe platziert und hatte mehrere Top-10-Platzierungen im Weltcup. Am Höhepunkt und am Ende seiner Karriere im Jahr 1982 belegte Wolfram Ortner bei den Alpinen Skiweltmeisterschaften 1982 in Schladming den vierten Rang in der Kombination. Nach dem Ende seiner Karriere gründete er unter anderem neben seiner Destillerie (1989) auch den World-Spirits Award (2004), der international in Fachkreisen als hochwertige Spirituosenprämierung anerkannt ist.

## Kindheit und Jugend
Wolfram Ortner wurde am 10. März 1960 in Bad Kleinkirchheim geboren. Sein Vater war Hauptschullehrer für Turnen in Radenthein und betätigte sich außerdem als Landesschülerwart. Dadurch kam Ortner schon früh dem Skirennsport in Berührung. Mit zehn Jahren kam nach einem Sieg in den Schüler-Skimeisterschaften als Jüngster in den ÖSV-Schülerkader. Mit elf Jahren war er auf Landesebene schneller als die 14-Jährigen und wurde mit zwölf zweifacher österreichischer Schülerskimeister. 1974 bestand Ortner die Aufnahmeprüfung für das Skigymnasium Stams. Ein Jahr später war er „weltbester Jugend-I-Läufer im Slalom“ und rangierte in der FIS-Liste unter 40 Punkten. 1976 folgte die Berufung in den C-Kader des ÖSV, im selben Jahr die Berufung in den ÖSV-B-Kader.

## Karriere

### Skikarriere
Kurz darauf, am 17. Dezember 1976 hatte Wolfram Ortner seinen ersten Weltcup-Einsatz in Madonna di Campiglio und wurde aus der vierten Startgruppe heraus 15., danach in Laax in der Schweiz 14., drittbester Österreicher hinter Phil Mahre und Christian Neureuther.
Es kam zu weiteren Erfolgen bei FIS-Rennen. Nach zwei Slalomsiegen in Bad Kleinkirchheim vor Andy Wenzel und Paolo De Chiesa und in Pernitz wurde er am 6. März 1977 Vize-Europameister im Slalom und Riesenslalom in Kranjska Gora bei den Europa-Juniorenmeisterschaften. Das hieß nach der FIS-Rangliste im Slalom: 2. Startgruppe bei Weltcuprennen. Nach dem Sieg beim Europacuprennen in Jahorina und dem 1. Rang mit dem OPA-Pokal, dem Preis der Organisation der Alpenländer-Skiverbände, in Sportgastein war er in der Skisaison 1977/78 auf Platz 16 der FIS-Rangliste gelandet und Führender im Europacup. Am 22. Jänner 1978 erzielt er Rang 5 beim Weltcup-Slalom und wurde ins WM-Team für Garmisch berufen. In der FIS-Rangliste lag er auf Rang 15. Es folgte der Gewinn des Europacup-Slaloms in Zakopane und ein 4. Platz beim Riesenslalom in Jasná am 4. Februar 1979.
Wolfram Ortners Skikarriere war von zahlreichen Verletzungen geprägt: Ein Leistenbruch und mehrere Bänderrisse verwehrten dem Skifahrer 1980 die Teilnahme an den Olympischen Spielen in Lake Placid. Trotzdem konzentrierte er sich weiterhin auf seine Skikarriere und konnte am 1. Februar 1982 den 5. Rang beim Slalom in St. Anton, und dies mit Startnummer 57, erzielen, wobei er nach dem ersten Lauf sogar geführt hatte. Und beim ersten in der Ski-Geschichte ausgetragenen Super-G auf der 2,6 km langen Strecke in La Villa in Hochabtei in den Dolomiten konnte er in dieser neuen Disziplin den 2. Rang mit 0,73 s Rückstand hinter Pirmin Zurbriggen belegen. Dieses Rennen am 10. Dezember 1981 zählte allerdings nicht zum Weltcup. Am 8. Jänner 1982 erlitt er einem Bandscheibenvorfall und musste im Training sowie Ende Jänner in Adelboden bei der Ausscheidung für die WM 1982 ein Stützkorsett tragen. Ortner holte den 4. Rang in der Kombination bei diesen Weltmeisterschaften; nach dem Slalom am 1. Februar auf Rang 2 platziert, riss er am 5. Februar in der Abfahrt, in der er durchaus unerfahren war, einen zu großen Zeitrückstand (Rang 21) auf. Im Spezialslalom am 7. Februar gehörte er zu jenen 31 Fahrern, die nicht ins Klassement kamen.
Nach den Weltmeisterschaften erzielte Wolfram Ortner zwei Top-10-Platzierungen, erlitt aber im März eine Knieverletzung mit Knorpelschäden und musste in Innsbruck operiert werden. Beim Weltcupfinale am 26. März in Sestriere (Montgenèvre) zog sich Ortner eine Meniskusverletzung zu und wurde in Klagenfurt operiert. Trotz Trainingsrückstand konnte er sich auch in diesem Jahr noch immer als 12. in der Weltrangliste im Slalom behaupten. Nach einem Rennen ohne vorherigem Training in Courmayeur Ende 1982 beendete er seine Laufbahn.

### Weiterer Werdegang
Nach seiner Skikarriere übernahm Wolfram Ortner den elterlichen Hotelbetrieb, den er bis zum Verkauf 1995 führte. Als Schnapsbrenner und Initiator der Destillata (1992), einer vorwiegend nationalen Spirituosenmesse und -prämierung, machte er sich als Unternehmer im Spirituosenbereich einen Namen. Nach dem Verkauf der Destillata (1998) gründete er 2004 den World-Spirits Award, eine internationale Spirituosenmesse und -prämierung, die alljährlich bis 2014 in Klagenfurt (Kärnten) abgehalten wurde. 2015 ging Ortner mit dem WSA erstmals auf Welttour. In welchem Land die Award-Verleihung stattfindet, hängt davon ab, wie viele Award-Gewinner aus einem Land kommen bzw. wer der aktuelle Titelträger ist. In Einklang mit den Gewinnern bzw. möglichen Veranstaltern wird entschieden.
Ortner war auch Buchautor; am 15. Jänner 1988 präsentierte er in seinem Birkenhof das Buch Aufbau- und Heilgymnastik über Vermeidung und Behandlung von Sportverletzungen.

## Privatleben
Ortner ist seit 1985 verheiratet, hat zwei Söhne und lebt in Bad Kleinkirchheim.